# Canton de Chemillé-en-Anjou
Le canton de Chemillé-en-Anjou, précédemment appelé canton de Chemillé-Melay, est une circonscription électorale française du département de Maine-et-Loire créée par le décret du 26 février 2014 et entrée en vigueur lors des premières élections départementales suivant la publication du décret.

## Histoire
Un nouveau découpage territorial de Maine-et-Loire entre en vigueur à l'occasion des élections départementales de 2015. Il est défini par le décret du 26 février 2014, en application des lois du 17 mai 2013 (loi organique 2013-402 et loi 2013-403). Les conseillers départementaux sont, à compter de ces élections, élus au scrutin majoritaire binominal mixte. Les électeurs de chaque canton élisent au Conseil départemental, nouvelle appellation du Conseil général, deux membres de sexe différent, qui se présentent en binôme de candidats. Les conseillers départementaux sont élus pour 6 ans au scrutin binominal majoritaire à deux tours, l'accès au second tour nécessitant 12,5 % des inscrits au 1er tour. En outre la totalité des conseillers départementaux est renouvelée. Ce nouveau mode de scrutin nécessite un redécoupage des cantons dont le nombre est divisé par deux avec arrondi à l'unité impaire supérieure si ce nombre n'est pas entier impair, assorti de conditions de seuils minimaux. En Maine-et-Loire, le nombre de cantons passe ainsi de 41 à 21.
Le nouveau canton de Chemillé-Melay est formé de communes des anciens cantons de Vihiers (2 communes), de Thouarcé (11 communes), de Chemillé (9 communes), de Doué-la-Fontaine (1 commune) et des Ponts-de-Cé (1 commune). Avec ce redécoupage administratif, le territoire du canton s'affranchit des limites d'arrondissements, avec 3 communes incluses dans l'arrondissement de Saumur, 12 dans celui d'Angers et 9 dans celui de Cholet. Le bureau centralisateur est situé à Chemillé-Melay.
À la suite du décret du 5 mars 2020, le canton prend le nom de son bureau centralisateur, Chemillé-en-Anjou.

## Représentation
| Période élective | Période élective | Mandat | Mandat   | Identité            | Nuance | Nuance | Qualité                                                                            |
| ---------------- | ---------------- | ------ | -------- | ------------------- | ------ | ------ | ---------------------------------------------------------------------------------- |
| 2015             | 2021             | 2015   | 2021     | Hervé Martin        |        | DVD    | Agriculteur Maire de Saint-Georges-des-Gardes (2008- )                             |
| 2015             | 2021             | 2015   | 2021     | Maryvonne Martin    |        | DVD    | Attachée parlementaire Adjointe au maire puis maire déléguée de Martigné-Briand    |
| 2021             | 2028             | 2021   | en cours | Odile Corbin-Magda  |        | DVD    | Formatrice à l'INSEE, conseillère municipale de Terranjou                          |
| 2021             | 2028             | 2021   | en cours | Yann Semler-Collery |        | DVD    | Directeur financier, maire délégué de Melay, adjoint au maire de Chemillé-en-Anjou |

### Résultats détaillés

#### Élections de mars 2015
À l'issue du 1er tour des élections départementales de 2015, deux binômes sont en ballottage : Hervé Martin et Maryvonne Martin (Union de la Droite, 33,41 %) et Maryse de Saint-Pern et Gérard Tellier (DVD, 23,02 %). Le taux de participation est de 50,76 % (13 434 votants sur 26 465 inscrits) contre 49,68 % au niveau départemental et 50,17 % au niveau national.
Au second tour, Hervé Martin et Maryvonne Martin (Union de la Droite) sont élus avec 57,48 % des suffrages exprimés et un taux de participation de 45,08 % (5 864 voix pour 11 930 votants et 26 465 inscrits).

#### Élections de juin 2021
Le premier tour des élections départementales de 2021 est marqué par un très faible taux de participation (33,26 % au niveau national). Dans le canton de Chemillé-en-Anjou, ce taux de participation est de 27,06 % (7 724 votants sur 28 542 inscrits) contre 29,36 % au niveau départemental. À l'issue de ce premier tour, deux binômes sont en ballottage : Odile Corbin-Magda et Yann Semler-Collery (DVC, 57,9 %) et Laurent Girard et Catherine Leloup-Cottin (Union à gauche avec des écologistes, 30,05 %).
Le second tour des élections est marqué une nouvelle fois par une abstention massive équivalente au premier tour. Les taux de participation sont de 34,36 % au niveau national, 30,37 % dans le département et 27,11 % dans le canton de Chemillé-en-Anjou. Odile Corbin-Magda et Yann Semler-Collery (DVC) sont élus avec 66,89 % des suffrages exprimés (4 780 voix pour 7 738 votants et 28 548 inscrits),,.

## Composition
À l'origine en mars 2015, le canton comptait comptait 24 communes
À la suite de la création des communes nouvelles de Chemillé-en-Anjou au 15 décembre 2015, de Val-du-Layon au 31 décembre 2015, de Bellevigne-en-Layon au 1er janvier 2016 et Terranjou au 1er janvier 2017 ainsi qu'au décret du 5 mars 2020 rattachant entièrement la commune nouvelle de Val-du-Layon au canton de Chemillé-en-Anjou, le canton comprend désormais 7 communes entières.
| Nom                                       | Code Insee | Intercommunalité       | Superficie (km2) | Population (dernière pop. légale) | Densité (hab./km2) | Modifier                                    |
| ----------------------------------------- | ---------- | ---------------------- | ---------------- | --------------------------------- | ------------------ | ------------------------------------------- |
| Chemillé-en-Anjou (bureau centralisateur) | 49092      | CA Mauges Communauté   | 323,98           | 21 550 (2022)                     | 67                 | modifier les données · modifier les données |
| Aubigné-sur-Layon                         | 49012      | CC Loire Layon Aubance | 5,32             | 349 (2022)                        | 66                 | modifier les données · modifier les données |
| Beaulieu-sur-Layon                        | 49022      | CC Loire Layon Aubance | 12,78            | 1 346 (2022)                      | 105                | modifier les données · modifier les données |
| Bellevigne-en-Layon                       | 49345      | CC Loire Layon Aubance | 94,37            | 5 874 (2022)                      | 62                 | modifier les données · modifier les données |
| Mozé-sur-Louet                            | 49222      | CC Loire Layon Aubance | 25,53            | 2 033 (2022)                      | 80                 | modifier les données · modifier les données |
| Terranjou                                 | 49086      | CC Loire Layon Aubance | 57,05            | 3 885 (2022)                      | 68                 | modifier les données · modifier les données |
| Val-du-Layon                              | 49292      | CC Loire Layon Aubance | 29,63            | 3 508 (2022)                      | 118                | modifier les données · modifier les données |
| Canton de Chemillé-en-Anjou               | 4911       |                        | 548,66           | 38 545 (2022)                     | 70                 | modifier les données                        |

## Démographie
En 2022, le canton comptait 38 545 habitants, en évolution de +3,67 % par rapport à 2016 (Maine-et-Loire : +2,12 %, France hors Mayotte : +2,11 %).
| 2013   | 2018   | 2022   |
| ------ | ------ | ------ |
| 36 614 | 36 594 | 38 545 |